# 운제

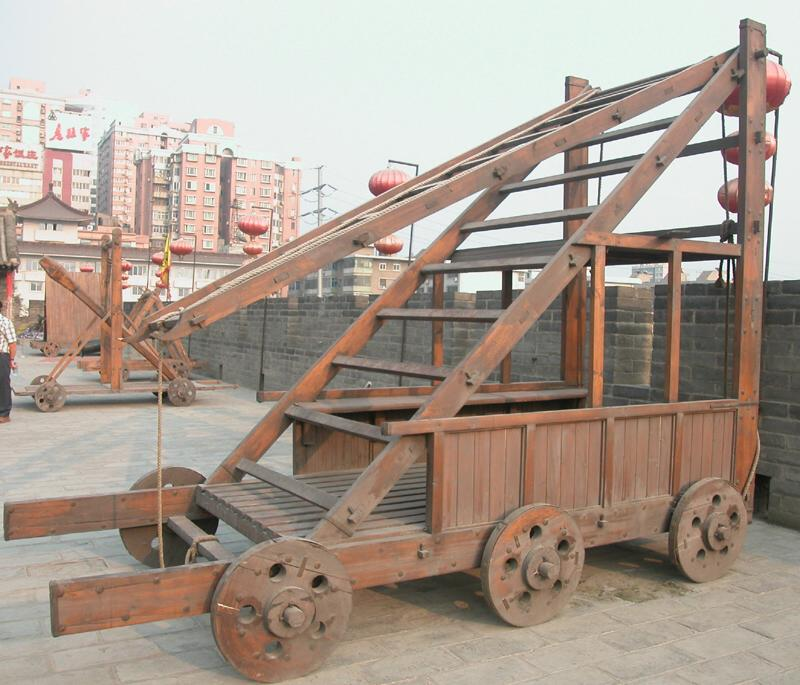

운제(雲梯, 영어: scaling ladder)는 공성병기의 일종으로, 성벽을 넘어가기 위해 접이식 사다리를 대차에 달아 성벽에 접근, 사다리를 태워 병사를 돌입시키는 물건이다. 『묵자』에 따르면 공수반이 발명했다고 한다.

## 같이 보기
- 정란 (공성병기)
- 에스칼라드